# Karl Striebinger

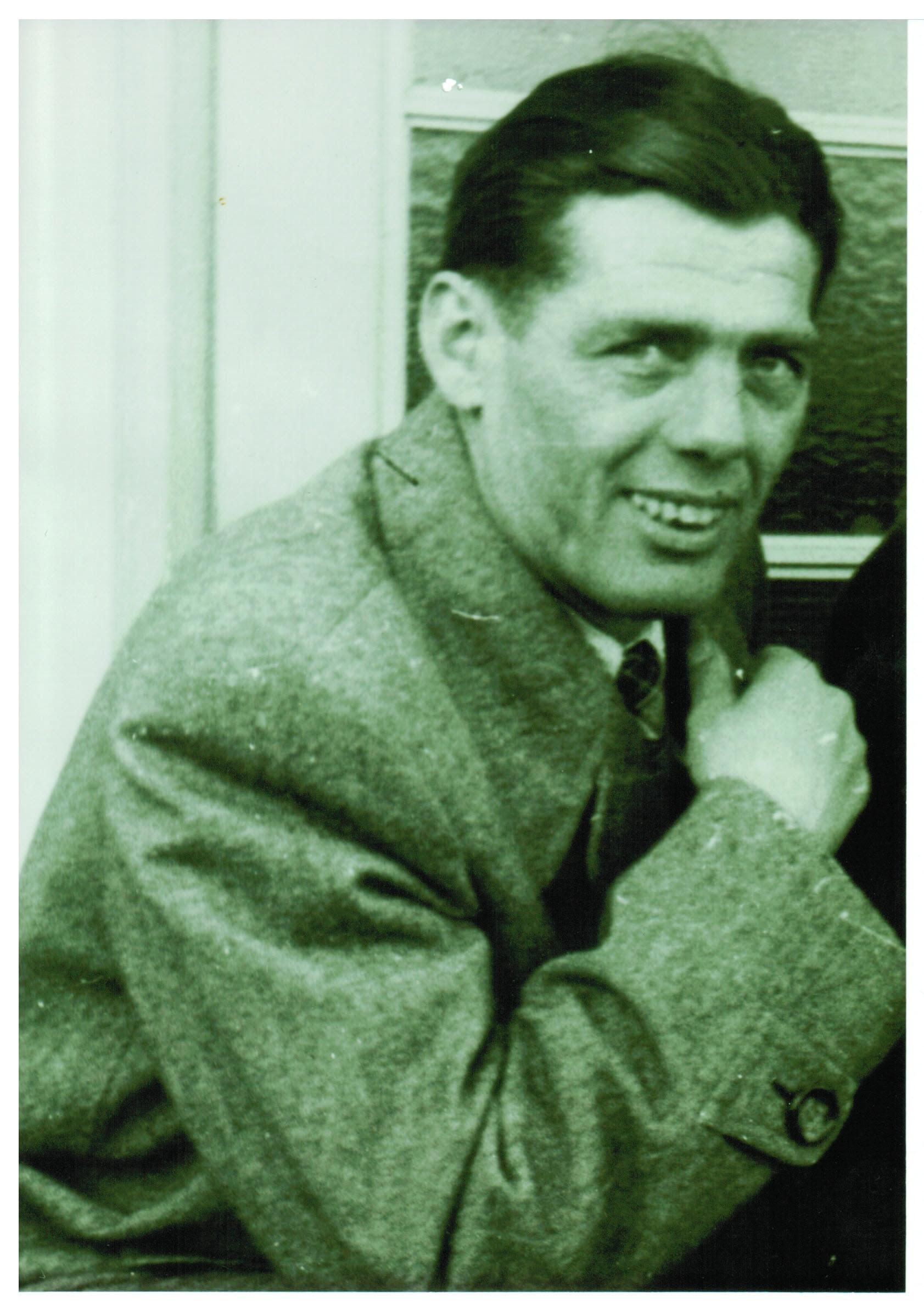
Karl Striebinger

Karl Striebinger (* 2. August 1913 in Neuhofen (Pfalz); † 12. Juni 1981) war ein deutscher Fußballnationalspieler. Als Stürmer des VfR Mannheim gewann er in den Jahren 1935, 1938, 1939, 1943 und 1944 fünf Mal die Gaumeisterschaft in Baden und absolvierte deshalb in den Endrunden um die deutsche Meisterschaft 21 Spiele und erzielte dabei sieben Tore.

## Laufbahn
Der Halb- und Flügelstürmer hatte seine erfolgreichste Zeit beim VfR Mannheim, bei dem er ab 1934 spielte. Von Ex-Nationalspieler Hans Fleischmann wurde der Offensivspieler bei seinem heimischen TSV Neuhofen entdeckt und zum Wechsel zu den Blau-Weiß-Roten Rasenspielern nach Mannheim überredet. Nach der ersten Meisterschaft in der Gauliga Baden in der Saison 1934/35 und der Teilnahme an der Endrunde um die deutsche Meisterschaft gegen die Konkurrenten VfL Benrath, Phönix Ludwigshafen und den VfR 04 Köln wurde er auch schon im Wettbewerb des Reichsbundpokals in den Runden 1935/36 und 1936/37 in der Auswahl von Baden berücksichtigt. Zu seiner Zeit bei den Kurpfälzern absolvierte er drei Länderspiele für die deutsche Nationalmannschaft. In seinem ersten Länderspiel gegen Luxemburg steuerte er zwei Treffer zum 3:2-Sieg am 21. März 1937 bei. Es war ein Doppelspieltag der Nationalmannschaft. Die Talente traten unter Leitung des erfahrenen Spielführer Karl Hohmann in Luxemburg mit den Debütanten Andreas Kupfer als rechter Außenläufer und Karl Striebinger am linken Flügel an. Die etablierten Spieler kamen zeitgleich in Stuttgart mit der Angriffsformation Ernst Lehner, Otto Siffling, August Lenz, Fritz Szepan und Adolf Urban zu einem 4:0-Erfolg gegen Frankreich. Kupfer und Striebinger wurden von Reichstrainer Sepp Herberger sofort im folgenden Länderspiel am 25. April in Hannover gegen Belgien wieder gebracht. Beim 1:0-Erfolg der DFB-Elf spielte erstmals die herausragende Läuferreihe in der Besetzung mit Kupfer, Ludwig Goldbrunner und Albin Kitzinger. Im Mai nahm der VfR-Angreifer noch an zwei Testspielen in Schweinfurt und Berlin in DFB-Auswahlteams gegen die englische Profimannschaft Manchester City teil und erzielte beim 3:2-Erfolg in der Hauptstadt zwei Tore. Seinen dritten Länderspieleinsatz erlebte der Mann aus der Kurpfalz am 6. Februar 1938 in Köln gegen die Schweiz. Der deutsche Angriff trat in der Formation mit Lehner, Urban, Siffling, Szepan und Striebinger an. Es reichte aber lediglich zu einem 1:1-Remis gegen die defensivstarke Riegel-Mannschaft aus der Schweiz, die umsichtig von Spielführer Severino Minelli dirigiert wurde. Ende des Monats, am 27., verlor der torgefährliche Offensivspieler mit Baden das Halbfinale im Reichsbundpokal in Hamburg gegen die Auswahl von Nordmark.
In den Gruppenspielen in der Endrunde um die deutsche Meisterschaft 1938 – 27. März bis 8. Mai – verpasste die Elf des VfR gegen die Konkurrenten des SV Dessau 05, Berliner SV 92 und den FC Schalke 04 nur denkbar knapp den Einzug in das Halbfinale. Die Mannen um Karl Vetter (Torhüter), das Verteidigerpaar Albert Conrad/Eugen Rößling, der Läuferreihe mit Philipp Henninger, Otto Kamenzien, Werner Feth und dem Angriff mit Kurt Langenbein, Philipp Rohr, Anton Lutz, Gustav Adam und Striebinger beendeten punktgleich (8:4 Punkte) mit „Königsblau“ die Gruppenspiele, aber durch das bessere Torverhältnis der Schalker mussten die Mannheimer mit dem zweiten Rang vorliebnehmen. Am letzten Spieltag, den 8. Mai, vergaben Striebinger und Kollegen mit einem 1:1 beim SV Dessau die Chancen zum Gruppensieg. Da nützte im Nachhinein auch der überraschende 2:1-Erfolg am 18. April bei Schalke nichts, als Striebinger in der 81. Minute die 2:0-Führung erzielt hatte.
Auch im Tschammerpokal war der trickreiche und mit Torinstinkt ausgestattete Angreifer mit dem VfR Mannheim von 1935 bis 1943 im Einsatz. Das letzte Hauptrundenspiel bestritt er am 3. Oktober 1943 beim Dresdner SC. Ende 1939 hatte seine Karriere durch eine Schienbeinfraktur eine Unterbrechung erfahren, aber die weitere Verwendung über seine drei Einsätze hinaus in der Nationalmannschaft war mehr durch die vorhandene Klasse auf der Position des Linksaußen in diesen Jahren durch Josef Fath, Adolf Urban, Hans Pesser, Leopold Neumer, Willi Arlt, Stanislaus Kobierski und August Klingler bedingt.
Im Jahr 1949 beendete er nach 76 Spielen mit 35 Toren in der Fußball-Oberliga Süd für den VfR Mannheim seine Spieler-Laufbahn. Der 35-jährige Routinier hatte in der Erfolgsrunde 1948/49 des VfR – Vizemeister im Süden und Deutscher Meister am 10. Juli 1949 mit einem 3:2 nach Verlängerung gegen Borussia Dortmund – noch vier Spiele in der Oberliga mit zwei Toren absolviert. Zum Saisonstart am 11. September 1948 – 3:3-Remis im Heimspiel gegen den 1. FC Nürnberg – steuerte er zwar noch zwei Tore bei, aber mit dem Spiel am 9. Januar 1949 beim FC Bayern München verabschiedete er sich aus der Ligaelf. Mit Rudolf de la Vigne war ein würdiger Nachfolger für den Ex-Nationalspieler am Wirken.
Später trainierte er noch Vereine wie den BC Augsburg, Karlsruher FV, Wormatia Worms, FV Speyer oder den SV Waldhof Mannheim.